# Sous influence (Buffy)
Sous influence est le 16e épisode de la saison 7 de la série télévisée Buffy contre les vampires.

## Résumé
Andrew tourne un documentaire à l'intention des générations futures sur les activités du groupe, en admettant que celui-ci arrive à empêcher l'Apocalypse. Il réalise des interviews des différents occupants de la maison et livre sa version personnelle, idéalisée et incorrecte, des évènements. Cependant, ces interviews donnent parfois des résultats surprenants ou drôles, comme Alex et Anya se rendant compte qu'ils doivent réévaluer leur relation ou Spike posant pour paraître plus menaçant. Plus tard, Alex et Anya couchent ensemble pour la première fois depuis leur séparation.
Au lycée, Buffy découvre que le chaos commence à gagner les lieux, les lycéens devenant de plus en plus violents. En compagnie de Robin Wood, elle descend au sous-sol pour constater l'activation du Sceau de Danzalthar. Robin est possédé durant un court moment par le sceau et essaye de s'en prendre à Buffy. Elle décide de le refermer et pense savoir comment s'y prendre. Ils retournent à la maison où Buffy annonce à Andrew qu'il doit aider à refermer le Sceau. Accompagnés de Spike et Robin Wood, ils reviennent au lycée qu'ils découvrent dévasté par les émeutes. Buffy et Andrew descendent au sous-sol pendant que Spike et Wood surveillent l'entrée et sont attaqués par plusieurs élèves. Au cours du combat, Wood est fortement tenté de s'en prendre à Spike, qui porte le manteau de sa mère. 
Buffy annonce à Andrew qu'elle doit répandre son sang pour refermer le Sceau puisque c'est lui qui l'a réactivé en y sacrifiant Jonathan. Elle dresse de lui le portrait d'un lâche qui refuse ses responsabilités. Andrew fond en larmes, avouant combien il est désolé et qu'il mérite ce qu'elle va lui faire. Buffy l'amène au-dessus du Sceau et les larmes d'Andrew le referment, ce que Buffy savait depuis le début. Aussitôt, le calme revient au lycée. L'épisode se termine sur Andrew en train de se filmer et disant qu'il pense probablement mourir bientôt mais qu'il le mérite.